# 1548
Відродження •  Реформація •  Доба великих географічних відкриттів •  Ганза

## Геополітична ситуація
Османську державу очолює Сулейман I Пишний (до 1566). Імператором Священної Римської імперії є Карл V Габсбург (до 1555). У Франції королює Генріх II Валуа (до 1559).
Середню частину Апеннінського півострова займає Папська область. Неаполітанське королівство на півдні захопила Іспанія. Венеційська республіка залишається незалежною, Флорентійське герцогство, Генуя та герцогство Міланське входять до складу Священної Римської імперії.
Іспанським королівством править Карл I (до 1555). У Португалії королює Жуан III Благочестивий (до 1557).
Едуард VI є королем Англії (до 1553). Королем Данії та Норвегії — Крістіан III (до 1559). Королем Швеції — Густав I Ваза (до 1560). Королем частини Угорщини та Богемії є римський король Фердинанд I Габсбург (до 1564). На більшій частині Угорщини править Янош II Жигмонд Заполья як васал турецького султана за регентства матері Ізабелли Ягеллонки. Королем Польщі та Великим князем литовським є Сигізмунд II Август (до 1572).
Галичина входить до складу Польщі. Волинь належить Великому князівству Литовському. Московське князівство очолює Іван IV (до 1575).
На заході євразійських степів існують Казанське ханство, Кримське ханство, Астраханське ханство, Ногайська орда. Єгипет захопили турки. Шахом Ірану є сефевід Тахмасп I. У Китаї править династія Мін. Значними державами Індостану є Імперія Великих Моголів, Біджапурський султанат, Віджаянагара. У Японії триває період Муроматі.
Триває підкорення Америки європейцями. На завойованих землях ацтеків існує віцекоролівство Нова Іспанія, на колишніх землях інків — Нова Кастилія.

## Події

### В Україні
- Тернопіль отримав німецьке торгове право. Того ж року збудовано Тернопільський став.
- Стара Вижівка (тоді Вижва) отримує магдебурзьке право.
- Похід козаків під рукою Байди Вишневецького на Очаків.

### У світі

#### Європа
- Королем Польщі та Великим князем Литовським став Сигізмунд II Август. Сейм зажадав від нього розлучення з його дружиною Варварою Радзивілл.
- Похід Москви на Казань завершився невдало.
- На рейхстазі в Аугбурзі імператор Карл V Габсбург оголосив призупинення протестантства до рішення Вселенського собору. Проведена також адміністративна реформа в імперії: утворені Бургундське коло та Сімнадцять провінцій. Мориць Саксонський став правителем Саксонії.
- Папа римський Павло III затвердив Духовні вправи Ігнатія Лойоли.
- Чеські брати змушені переселитися в Польщу.
- Мікаел Агрікола опублікував «Новий заповіт» фінською мовою.
- Ногайський еялет.

#### Азія
- Турецький адмірал Пірі Реїс захопив у португальців місто Аден (сучасний Ємен).
- Турки взяли Тебріз. Столиця сефевідів перемістилася до Казвіна.
- Уряд династії Мін у Китаї, намагаючись боротися з японськими піратами, заборонив всю морську торгівлю з чужоземцями.
- Почалася війна між Бірмою та Сіамом.

#### Америка
- За наказом іспанського короля Педро де ла Гаска розпочав боротьбу з авантюристом Гонсало Пісарро, котрий в 1546 році проголосив себе правителем всієї західної частини Південної Америки.
- 16 липня, в знак примирення між ворогуючими між собою іспанськими конкістадорами, засновано місто, що отримало назву Ла-Пас (la paz — іспанською «мир»).
- Король Португалії Жуан III Благочестивий розробив програму колонізації Бразилії.

## Народились
Докладніше: Народилися 1548 року

## Померли
Докладніше: Померли 1548 року
- 1 квітня — У Кракові у віці 81 року помер Сигізмунд I, король польський і великий князь Литовський (з 1506 р.) з династії Ягеллонів. Період його правління вважається «золотою добою» Польщі.